# Lista siturilor arheologice din județul Constanța - Ș
Lista siturilor arheologice din județul Constanța - Ș conține toate siturile arheologice din județul Constanța înscrise în Repertoriul Arheologic Național (RAN) și aflate în localități al căror nume începe cu litera Ș. RAN este administrat de Ministerul Culturii și Patrimoniului Național și cuprinde date științifice, cartografice, topografice, imagini și planuri, precum și orice alte informații privitoare la zonele cu potențial arheologic, studiate sau nu, încă existente sau dispărute.
Puteți căuta un sit din localitățile care încep cu litera Ș folosind formularul de mai jos sau puteți naviga prin toate siturile din județ la Lista siturilor arheologice din județul Constanța.
| Cuprins                                                       |
| ------------------------------------------------------------- |
| Top - A B C D E F G H I J K L M N O P Q R S Ș T Ț U V W X Y Z |

| Cod RAN     | Denumire | Localitate                          | Adresă             | Datare                     | Descoperit | Coordonate                                    | Imagine           | Erori            |
| ----------- | --- | ----------------------------------- | ------------------ | -------------------------- | ---------- | --------------------------------------------- | ----------------- | ---------------- |
| 62342.01.01 | Așezarea romană de la Ștefan cel Mare / ansamblu anonim (Categorie: așezare) (Tip: Așezare)                      | sat Ștefan cel Mare, comuna Saligny |                    |                            |            | 44°16′31″N 28°04′16″E / 44.27528°N 28.07111°E | Încărcați imagine | Raportați eroare |
| 62342.02.01 | Așezarea romană de la Ștefan cel Mare - dealul Bodgaproste / ansamblu anonim (Categorie: așezare) (Tip: Așezare) | sat Ștefan cel Mare, comuna Saligny | dealul Bodgaproste |                            |            |                                               | Încărcați imagine | Raportați eroare |
| 61728.01.01 | Cariera de piatră de la Șipotele / ansamblu anonim (Categorie: carieră/mine) (Tip: Carieră de piatră)            | sat Șipotele, comuna Deleni         |                    | sec. XX                    |            |                                               | Încărcați imagine | Raportați eroare |
| 61728.02.01 | Așezarea Dridu de la Șipotele / ansamblu anonim (Categorie: locuire) (Tip: Așezare)                              | sat Șipotele, comuna Deleni         |                    | Dridu sec. IX-XI           |            |                                               | Încărcați imagine | Raportați eroare |
| 61728.03.01 | Așezarea elenistică de la Șipotele / ansamblu anonim (Categorie: locuire) (Tip: Așezare)                         | sat Șipotele, comuna Deleni         |                    | elenistică sec.III-II a.Hr |            |                                               | Încărcați imagine | Raportați eroare |
| 61728.04.01 | Așezarea din epoca romană de la Șipotele / ansamblu anonim (Categorie: locuire) (Tip: așezare)                   | sat Șipotele, comuna Deleni         |                    | sec. II-III                |            |                                               | Încărcați imagine | Raportați eroare |